# Hyrrokkin (måne)
Hyrrokkin  är en av Saturnus månar. Den upptäcktes av Scott S. Sheppard, David C. Jewitt, Jan Kleyna och Brian G. Marsden, och gavs den tillfälliga beteckningen S/2004 S 19. Den heter också Saturn XLIV.
Hyrrokkin är 6 kilometer i diameter och har ett genomsnittligt avstånd på 18 168 300 kilometer från Saturnus. Den har en lutning på 153,3° till ekliptikan (154,3° till Saturnus ekvator) i en retrograd riktning och med en excentricitet på 0,3604.
Den namngavs i April 2007 efter Hyrrokkin som var en jättekvinna i den nordiska mytologin.